# ماثيو والتون
ماثيو والتون (بالإنجليزية: Matthew Walton)‏ (10 ديسمبر 1837 - 7 يناير 1888) هو لاعب كريكت بريطاني (وحمل سابقاً جنسية المملكة المتحدة لبريطانيا العظمى وأيرلندا).